# Nenomoshia
Nenomoshia is een geslacht van vlinders van de familie bladrollers (Tortricidae), uit de onderfamilie Olethreutinae.

## Soorten
- N. aeraria (Meyrick, 1909)
- N. callicratis (Meyrick, 1909)
- N. miltographa (Meyrick, 1907)
- N. poetica (Meyrick, 1909)